# جايسون غونزاليس
جايسون غونزاليس (بالإنجليزية: Jason Gonzalez)‏ هو محامي أمريكي، ولد في 30 سبتمبر 1973 في تالاهاسي في الولايات المتحدة.